# Alex Lifeson

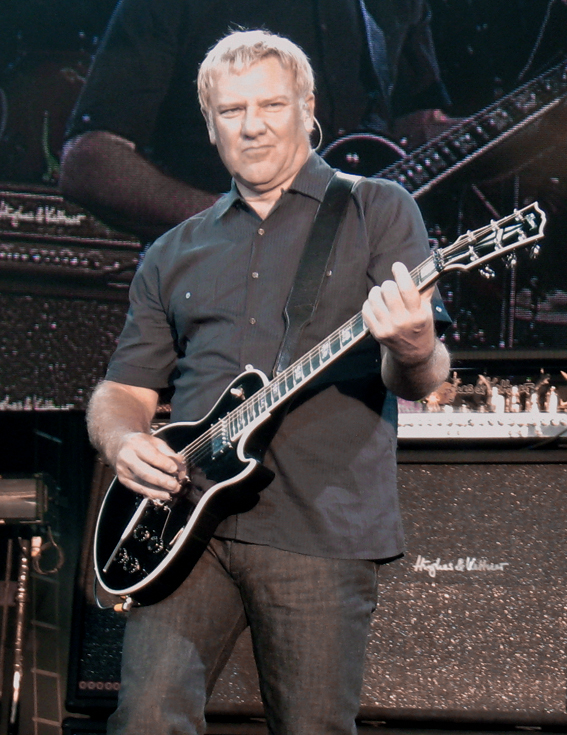
Lifeson während eines Rush-Konzerts (2007)

Alex Zivojinovich (* 27. August 1953 in Fernie, British Columbia, Kanada), besser bekannt unter seinem Künstlernamen Alex Lifeson, ist ein kanadischer Musiker. Er ist Gründungsmitglied und Gitarrist der Rockband Rush.

## Werdegang
Der Sohn serbischer Einwanderer aus Šabac, im Westen Serbiens, wuchs in Toronto, der Hauptstadt der Provinz Ontario und größten Stadt Kanadas auf. Da Zivojinovich (Živojinović) übersetzt in etwa so viel wie „Sohn des Lebens“ (engl. son of life) bedeutet, legte sich Alex den Künstlernamen Lifeson zu.
Alex Lifeson spielt Gitarre und komponiert zusammen mit Geddy Lee die Musik für die Rockband Rush. Für die Texte der Band zeichnet Schlagzeuger Neil Peart verantwortlich. Lifeson ist Inhaber einer kleinen Firma namens The Omega Concern, die Verbraucherprodukte entwirft und produziert, des Weiteren ist er Teilhaber eines Restaurants in Toronto, The Orbit Room, sowie lizenzierter Pilot und Motorradmechaniker.
Zusammen mit seinen Bandmitgliedern Geddy Lee und Neil Peart wurde Lifeson am 9. Mai 1996 zum Officer des Order of Canada (OC) ernannt. Rush waren die ersten Musiker in Kanada, die mit dieser Auszeichnung geehrt wurden. Zu Beginn desselben Jahres erschien auch Lifesons bisher einziges Soloalbum – Victor.
Im Jahr 2000 steuerte Lifeson den Titel March of the High Guard zur 1. Staffel der Fernsehserie Andromeda bei.
2003 hatte Alex eine Gastrolle in der kanadischen Comedy-Fernsehserie Trailer Park Boys. Dabei handelt es sich um eine Folge der dritten Staffel mit dem Titel Closer To The Heart, in Anlehnung an den gleichnamigen Rush-Song vom Album A Farewell to Kings aus dem Jahr 1977. Zudem verkörperte er im 2006 erschienenen Kinofilm Trailer Park Boys: The Movie einen Polizisten.
2009 spielte er einen Grenzbeamten in dem Film Suck – Bis(s) zum Erfolg.
Am Silvesterabend 2003 wurden Alex, sein Sohn Justin und seine Schwiegertochter Michelle in einem Hotel in Naples, Florida verhaftet. Lifeson, der bei einer Auseinandersetzung zwischen seinem Sohn und der Polizei schlichten wollte, wurde angeklagt, unter Alkoholeinfluss einen Hilfspolizisten angegriffen zu haben; 2005 wurden er und sein Sohn Justin zu einer 12-monatigen Bewährungsstrafe verurteilt.
Auf Fear of a Blank Planet, dem 2007 erschienenen Album der britischen Musikgruppe Porcupine Tree, spielt Alex Lifeson im Song Anesthetize ein Gitarrensolo.
Am 25. Juni 2010 wurden Alex Lifeson und seine Rush-Bandkollegen, Geddy Lee und Neil Peart, mit einem Stern auf dem Hollywood Walk of Fame geehrt.
Knapp drei Jahre später, am 18. April 2013, wurden Rush schließlich auch in die Rock and Roll Hall of Fame aufgenommen. Während der Zeremonie in Los Angeles hielten Sänger Dave Grohl und Schlagzeuger Taylor Hawkins eine Laudatio und spielten mit Rush ein Medley ihrer bekanntesten Songs.
Der Rolling Stone listete ihn 2011 auf Rang 98 der 100 größten Gitarristen aller Zeiten.

## Trivia
2017 benannten Biologen die neu entdeckte Protistenart Pseudotrichonympha lifesoni (del Campo and Keeling, 2017) nach Alex Lifeson.